# Jordi Alba
Artikeln följer den spanska namnseden; faderns efternamn är Alba och moderns efternamn Ramos.
Jordi Alba Ramos, född 21 mars 1989, är en spansk fotbollsspelare som spelar för Inter Miami i MLS. Han spelar främst som vänsterback men kan även spela som vänstermittfältare.

## Klubbkarriär
Alba debuterade för Valencia den 13 september 2009 i en 2–4-vinst över Real Valladolid. Han började sin karriär som vänsterytter innan Unai Emery framgångsrikt skolade om honom till vänsterback.
Efter sitt genombrott i Valencia och fotbolls-EM 2012 bekräftade FC Barcelona att Jordi Alba skulle bli Barcelonaspelare från och med juni 2012 efter att ha skrivit ett femårskontrakt med klubben. Han tog snabbt en startplats i laget och var Barcelonas ordinarie vänsterback under större delen av sin tid i klubben. Med sina 26 mål och 91 assist för Barcelona är han den försvarare som har varit direkt involverad i flest mål i klubbens historia.
I juli 2023 blev det klart att Alba skrev på för Inter Miami.

## Landslaget
Alba gjorde sin debut i Spaniens seniorlandslag den 11 oktober 2011 i en 3–1-vinst över Skottland.
Jordi Alba gjorde sitt första landslagsmål i EM-finalen 2012 mot Italien. Han gjorde 2-0-målet, där matchen slutade 4-0 till Spanien. Jordi Alba spelade samtliga matcher i turneringen. Han blev även uttagen till VM-truppen 2014 och spelade samtliga matcher där Spanien åkte ut i gruppspelet. Han spelade dessutom samtliga matcher i EM 2016 där Spanien åkte ut i åttondelsfinalen.

## Meriter

### FC Barcelona
- La Liga: 2012/2013, 2014/2015, 2015/2016, 2017/2018, 2018/2019, 2022/2023
- Uefa Champions League: 2014/2015
- Spanska cupen: 2014/2015, 2015/2016, 2016/2017, 2017/2018, 2020/2021
- Spanska supercupen: 2013, 2016, 2018, 2022-23
- Uefa Super Cup: 2015
- VM för klubblag: 2015

### Spanien
- EM-Guld 2012